# 恋のホットロック
『恋のホットロック』（こいのホットロック、北米タイトル：ROCK'N RAGE）は、コナミが開発し1986年より稼働開始したアーケード用アクションシューティングゲーム。
キャッチコピーは「16ビートでシーナを救え」。

## ストーリー
ロックバンドのライブステージが最高潮に盛り上がったクライマックス、ステージに突如黒い雲が沸きあがり、中から現れた巨大な手にバンドのマドンナ、シーナが連れ去られてしまった。ギタリストのリックとボーカルのジョンはシーナを取り戻すべく、モンスターキッズを追って追って時空のすき間に飛び込む。たどり着いた先は古代エジプトだった。

## ゲーム内容
プレイヤーは２人の主人公のいずれかを操作し、シーナを救出するために様々なステージをクリアしていく。8方向レバーでプレイヤーを移動し、2つのボタンで近接用武器と飛び道具を使い分ける。ロックバンド要素として、ジョンはマイクスタンド、リックはエレキギターを近接武器、飛び道具として音符を使用し、音符はアイテムによって威力が変化する。敵や敵の攻撃に触れるとミスとなり、残り人数が無くなるとゲームオーバーとなる。

## ステージ
古代エジプト、中世イギリス、18世紀フランス、ギリシャ・ローマ、現代アメリカの全5ステージで、それぞれの舞台設定に合わせた敵キャラクターが現われる。各ステージの決まった場所にいるクレオパトラやナポレオンなどの「偉人」にタッチするとフォースフィールド（いわゆるバリア）が発生し無敵となるが、その間は飛び道具が使用できなくなる。
ステージの最後には大型のボスキャラクターが出現し、倒すと次のステージに移る。

## ゲームミュージック
ステージBGMとして、実際する洋楽や国歌のアレンジ版が用いられた。使用された楽曲は、ジョン・レノン「ウーマン」、マドンナ「ライク・ア・ヴァージン」、ブルース・スプリングスティーン「ロック・イン・ザ・USA」、ファルコ「ロック・ミー・アマデウス」、ミッシェル・ポルナレフ「シェリーに口づけ」、アメリカ国歌、フランス国歌などである。これらの楽曲は著作物として使用料を払った上で使用したとマイコンBASICマガジンがコナミ矩形波倶楽部の佐々木嘉則に対して行ったインタビューで明かにされた。
コナミがゲームに洋楽を用いた先例として、1984年にリリースされたアーケードゲーム『新入社員とおるくん』の「ア・ハード・デイズ・ナイト」および「ツイスト・アンド・シャウト」（ビートルズ）、『グーニーズ』（1985年MSX、1986年のファミリーコンピュータ等）の映画主題歌「グーニーズはグッド・イナフ」（シンディ・ローパー）などがある。

## エピソード

### モデル
開発時、2人のプレイヤーには実在のモデルが設定されていた。1プレイヤーのギタリスト（リック）はジョン・オーツ、2プレイヤーのボーカル（ジョン）はロッド・スチュワートをイメージしていた。

### 移植版
ファミリーコンピュータ ディスクシステムへの移植が企画されたが、実現しなかった。